# Фаган, Луис

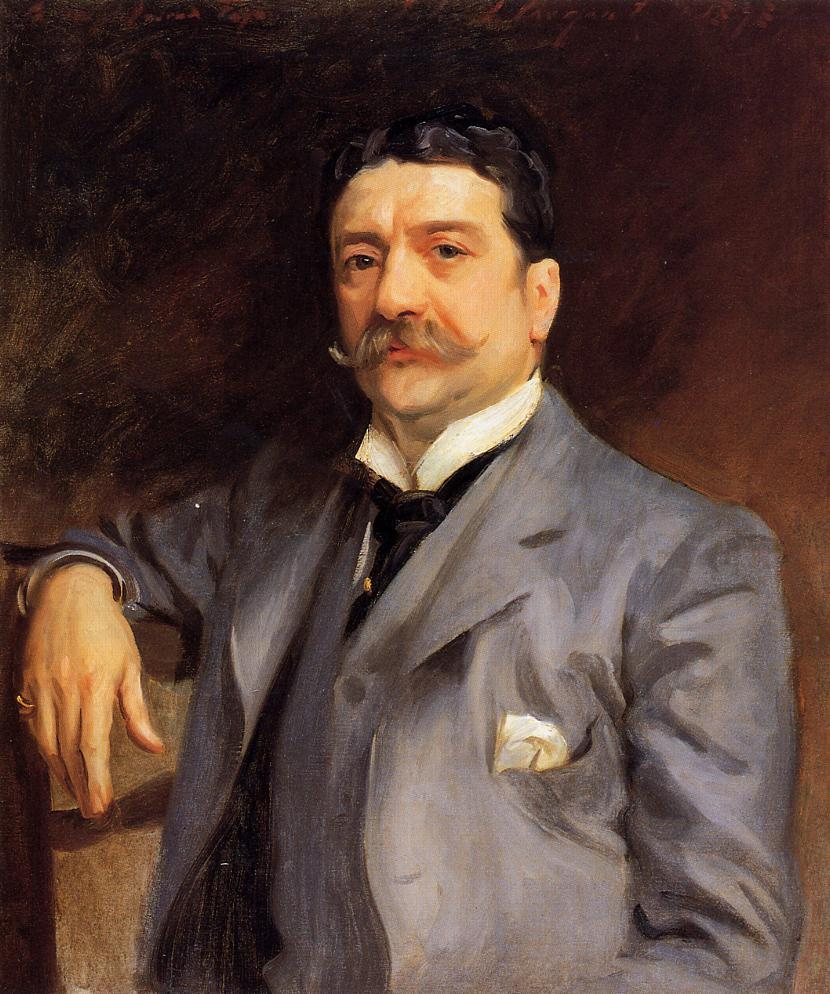
Луис Фаган (портрет Дж. Сарджента, 1893)

Луис Александр Фаган (англ. Louis Alexander Fagan; 7 февраля 1845, Неаполь — 5 января 1903, Флоренция) — английский искусствовед. Внук художника Роберта Фагана.
В 1869—1894 гг. сотрудник отдела гравюры Британского музея. В 1876 г. опубликовал путеводитель по отделу (англ. Handbook to the Dep. of Prints and Drawings, British Museum), в 1891 г. — популярный путеводитель по всему музею (англ. An easy walk through the British museum, or, How to see it in a few hours). Автор ряда искусствоведческих работ по искусству гравюры, в том числе основательной «Истории гравюры в Англии» (англ. History of engraving in England; 1893). Опубликовал также биографию Энтони Паницци (англ. The life and correspondence of Sir Anthony Panizzi, K. C. B., late principal librarian of the British museum, senator of Italy, etc.; 1881) и др.
Был дружен с Джеймсом Уистлером, которого образно называл «президентом американских гравёров».